# Jesús Ángel García
Jesús Ángel García, född 17 oktober 1969 i Madrid, är en spansk friidrottare (gångare). 
García har under hela sin långa karriär specialiserat sig på den längre gångdistansen 50 kilometer och har vunnit flera mästerskapsmedaljer. Vid sitt första större mästerskap VM 1993 vann han guld. Fyra år senare slutade han tvåa vid VM i Aten. Han har även två medaljer från EM, dels 2002 i München och dels 2006 i Göteborg. Vid OS är Garcías bästa placering en fjärde plats från Olympiska sommarspelen 2008.
García deltog även vid VM 2009 där han slutade på tredje plats efter att ha gått på 3:41:37.